# Financijska vojarna
Financijska vojarna je zgrada, u kojem su smješteni porezni službenici odnosno porezno-carinski stražari (financi).
Unutar financijske vojarne se nalaze prostorije za spavanje, sanitarni čvor, kuhinja, blagavaonica, prostorije za časnike i dr. Financijske vojarne osobito su građene u 19. stoljeću.